# Glaciação Karoo

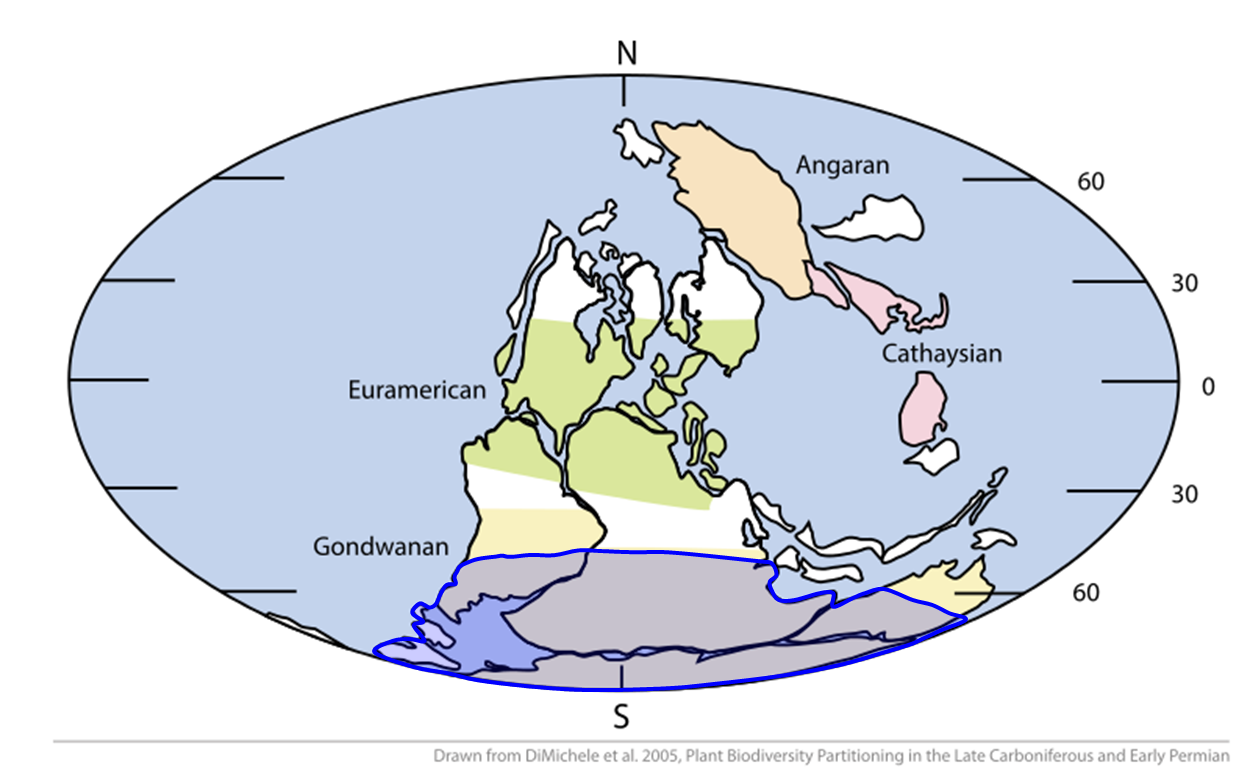
Extensão aproximada da Glaciação Karoo (em azul), sobre a localização aproximada do Supercontinente Gondwana durante o Carbonífero-Permiano.

A Glaciação Karoo foi o segundo maior período glacial (era do gelo) do Eon Fanerozóico, tendo ocorrido há entre 360 milhões (início do Período Carbonífero) e 260 milhões de anos (Permiano médio). A Glaciação Karoo cobriu de gelo grande parte do antigo supercontinente Gondwana. Seu nome deriva dos depósitos glaciais encontrados na Bacia Geológica do Karoo, na África do Sul, onde a evidência para esta idade do gelo foi claramente identificada pela primeira vez. Os depósitos glaciais também ocorrem de forma extensa na Bacia Geológica do Paraná, fazendo parte do Grupo Itararé.

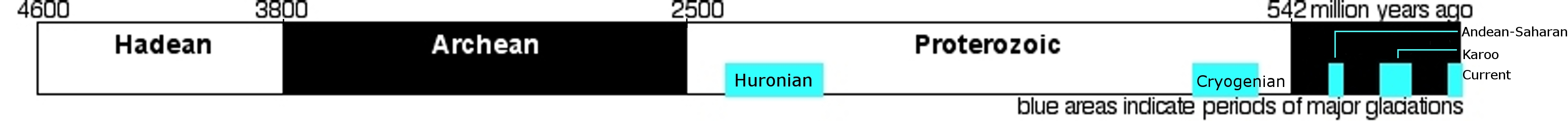
Linha do tempo das glaciações terrestres, em azul. A Karro é a penúltima

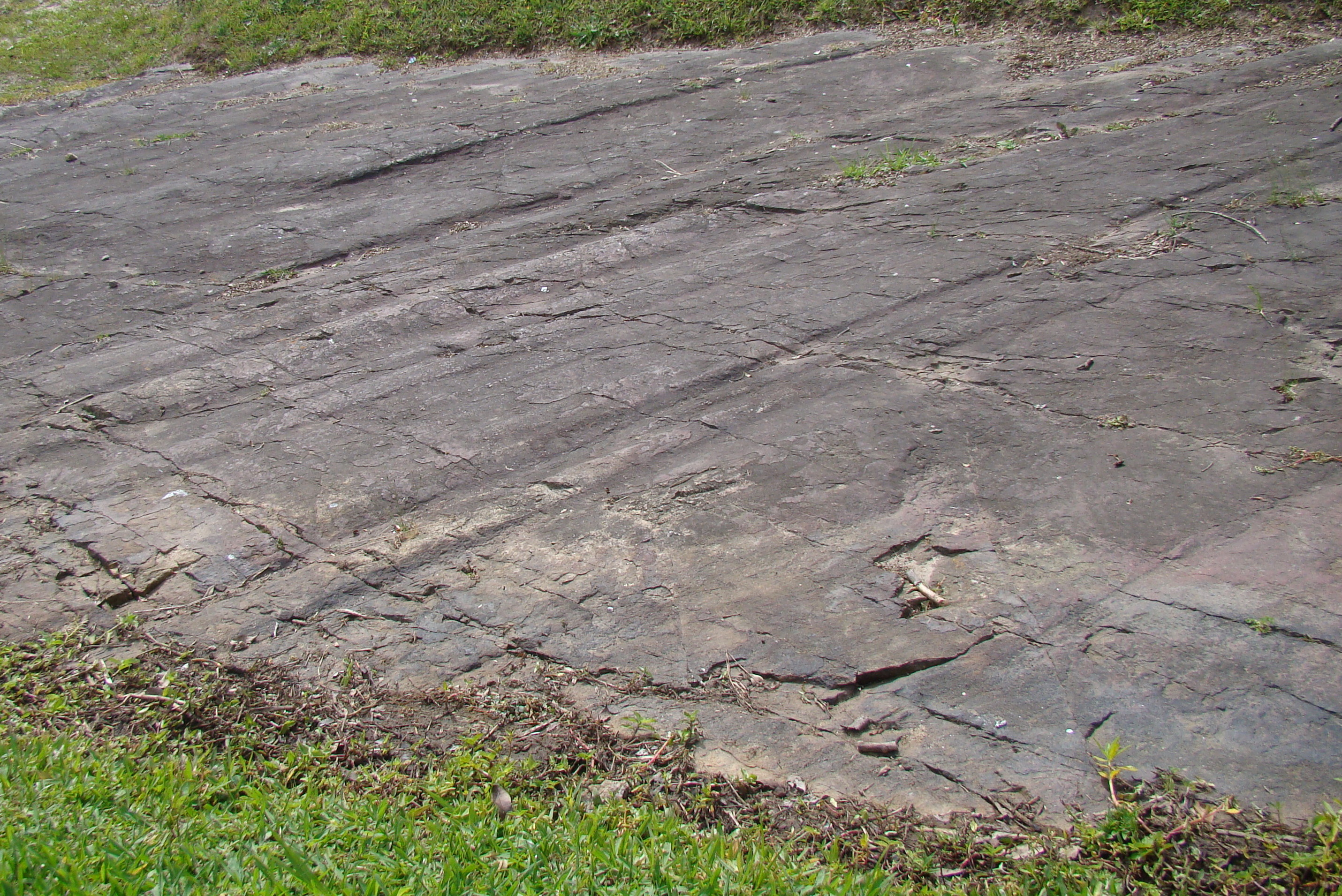
Pavimento estriado de Witmarsum, Paraná, Brasil. Estrias formadas por geleiras da Glaciação Karoo.

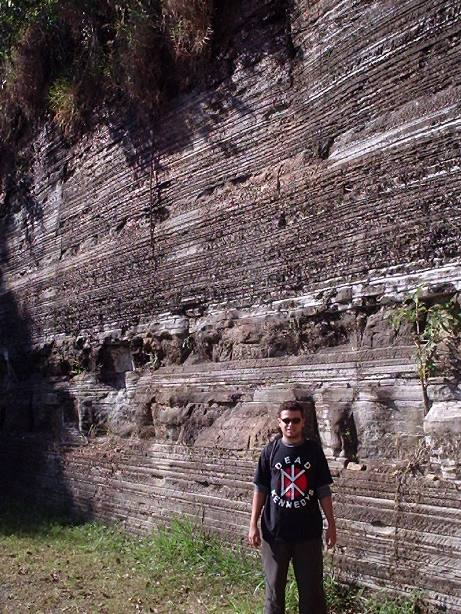
Afloramento de varvitos, rocha sedimentar originada durante a glaciação de rios e lagos, localizados na Bacia do Paraná.